# Les Indes galantes
Les Indes galantes (česky: Dvorní Indové) je francouzská opera (opéra-ballet) od Jeana-Philippa Rameaua, libreto sepsal Louis Fuzelier. Opera měla premiéru 23. srpna 1735 v divadle Palais-Royal v Paříži.

## Vznik a první představení
Dílo vzniklo 28. srpna 1735 jako v pořadí druhá Rameauova opera po lyrické tragédii, opeře Hippolyte et Aricie. Opera-balet Les Indes galantes měla původně, kromě prologu, pouze tři části (výstupy), čtvrtý výstup Les Sauvages (Divoši), byl připsán později, během vystoupení 10. března 1736. Podle některých pramenů byl Rameau deset let před vznikem této opery přítomen představení dvou domorodců z Louisiany, kteří vystupovali v Evropě s indiánským válečným tancem. Toto vystoupení inspirovalo Rameaua k napsání skladby pro cembalo s názvem Les Sauvages
(obsažené ve sbírce Nové suity) a tuto hudbu později použil v Tanci dýmky míru, který je součástí baletní scény 4. výstupu opery Les Indes galantes.
V opeře-baletu je struktura s proměnnou geometrií akceptována a v této souvislosti se místo dějství nebo akt používá název výstup, protože jednotlivé části spolu souvisí pouze tematicky a dějově na sebe nenavazují.
První uvedení opery v původním provedení, prolog a tři výstypy, proběhlo 23. srpna 1735 v divadle Palais-Royal v Paříži.

## Charakteristika
V tomto opera-baletu o prologu a čtyřech výstupech se samostatnými příběhy vystupují obyvatelé exotických zemí, kromě jiných i Peru a Severní Ameriky – Indiáni. Tento název označoval v Rameauově době jakékoliv obyvatele vzdálených, exotických zemí. Díky umístění děje si mohl Rameau dovolit nezvyklé harmonické, melodické i rytmické postupy obhájit tvrzením o snaze přiblížit posluchači toto prostředí.
Problém s překladem názvu opera-baletu Les Indes galantes (do češtiny překládáno jako Dvorní Indové, nebo Záletné Indky) tkví v tom, že děj se odehrává v Turecku, Persii, Peru a Severní Americe, ale žádný Ind, ani Indka v něm nevystupují. Název je paralelou k L'Europe galante skladatele André Campry a naznačuje, že se jedná o příběhy
plné lásky a galantního dvoření, zasazené do exotického prostředí.
Toto dílo, jako jedno z hlavních děl francouzského operního repertoáru, bylo zapomenuto po více než století a půl. V roce 1925 byl třetí výstup (Inkové v Peru) znovu oživen v Komické opeře a v roce 1957 bylo celé dílo uvedeno v Královské opeře ve Versailles za přítomnosti anglické královny, která byla na oficiální návštěvě Francie.

## Osoby a první obsazení
| Role       | Hlas                  | Premiéra, 23. srpna 1735 (v roli účinkoval:) |
| Prolog     | Prolog                | Prolog                                       |
| ---------- | --------------------- | -------------------------------------------- |
| Hébé       | soprán                | Mlle Eremans                                 |
| L' Amour   | soprán rôle travesti  | Mlle Petitpas                                |
| Bellone    | baryton rôle travesti | Cuignier                                     |
| 1. výstup  |                       |                                              |
| Emilie     | soprán                | Marie Pélissier                              |
| Valère     | kontratenor           | Pierre Jélyotte                              |
| Osman      | baryton               | Jean Dun „mladší“                            |
| 2. výstup  |                       |                                              |
| Phani      | soprán                | Marie Antier                                 |
| Don Carlos | kontratenor           | Pierre Jélyotte                              |
| Huascar    | bas                   | Claude-Louis-Dominique Chassé de Chinais     |
| 3. výstup  |                       |                                              |
| Fatime     | soprán                | Mlle Petitpas                                |
| Zaïre      | soprán                | Mlle Eremans                                 |
| Tacmas     | kontratenor           | Denis-François Tribou                        |
| Ali        | baryton               | Person                                       |
| 4. výstup  |                       |                                              |
| Zima       | soprán                | Marie Pélissier                              |
| Adario     | tenor                 | Louis-Antoine Cuvillier                      |
| Damon      | kontratenor           | Pierre Jélyotte                              |
| Don Alvar  | bas                   | Jean Dun „mladší“                            |

## Děj opery

### Prolog
Osoby: Hébé (soprán), Bellona (bas, travesti role), Amor (soprán, travesti role)
Hébé, řecká bohyně mládí, vyzývá mladé vojáky čtyř evropských států, Francie, Španělska, Itálie a Polska, aby se místo bojů věnovali galantním tancům a hrám. Ti jsou však bohyní války Bellonou, manželkou Marta, s příslibem slávy a bohatství zataženi do války. Hébe žádá Amora, boha lásky, aby i on uplatnil svá práva. Když se jejich snahy nesetkají s úspěchem, rozčarovaní opouštějí oběti bojů v Evropě a symbolicky emigrují do vzdálených zemí. Prolog končí duetem Hébé a Amora, který opakuje i sbor Traversez les plus vastes mers, volez, volez Amours, volez, volez!.

### 1. výstup:Šlechetný Turek
Osoby: Osman (baryton), Emilie (soprán), Valère (kontratenor)
Děj 1. výstupu se odehrává v Turecku. Emilie, křesťanská žena, zajatá na mořském pobřeží piráty, je přivedena jako otrokyně do paláce paši Osmana, který se do ní zamiluje. Emilie ho však odmítá, protože její srdce patří Valèreovi, který ji už nějaký čas hledá, poté, co se jejich cesty na moři rozdělily. Zatím co Emilie dlí v zahradě Osmanova paláce poblíž mořského břehu, strhne se velká bouře, při níž ztroskotá na pobřeží loď. Všichni z posádky i cestujících jsou zajati a stávají se pašovými otroky. Mezi nimi je i Valère, který se tak nečekaně setkává se svojí milou Emilií. Radost ze shledání milenců je zastíněna tragičností situace. Nikdo z nich netuší, jak se vládce Osman zachová. Ten ale projeví nečekanou šlechetnost a svým rozhodnutím propouští oba milence z otroctví a umožňuje jim svobodně odejít. Osman totiž poznal ve Valéreovi muže, který ho kdysi sám zajal, ale pak mu věnoval svobodu. Oba milenci chválí Osmanovu ctnost a závěr prvního aktu patří tanci a slavnostem.

### 2. výstup:Inkové v Peru
Osoby: Huascar (bas), Phani (soprán), Don Carlos (kontratenor)
Děj 2. výstupu je zasazen mezi peruánské Inky, jejichž velekněz Slunce, Huascar, je tajné zamilovaný do incké princezny Phani. Ta je ale vyvolenou španělského důstojníka Dona Carlose. Toho se velekněz bojí a proto se rozhodne odejít do ústraní před nadcházejícím velkým svátkem Slunce, na kterém se shromáždí mnoho lidí. Stále se však pokouší přesvědčit Phani, že jejich bohové si přejí, aby se stala jeho ženou. Ta se ale nenechá přesvědčit a Huascar se neubrání projevům žárlivosti vůči svému sokovi v lásce a pokořiteli Inků. Sváteční přípravy ale přeruší jejich rozhovor.
Samotná oslava Slunce je ústředním bodem 2. dějství a to jak hudebně, tak z hlediska dramatického výrazu. Huascar vyjadřuje svým zpěvem nostalgii po minulých časech (árie:  Soleil, on a détruit tes superbes asiles, il ne te reste plus de temple que nos cœurs). Pak opěvuje vděčnost věřících k hvězdě, dárci všeho požehnání. Při následných četných tancích se ale probudí sopka a chrlí na shromážděné sopečný popel a kameny. V následném zmatku se zdá, že Phani se dá odvést do bezpečí Huascarem, který přisuzuje výbuch sopky božímu hněvu. Na scénu však vtrhne Don Carlos a usvědčuje Huascara, že jeho muži způsobili výbuch sopky tím, že do kráteru naházeli kamení. V závěrečné scéně se blaženost Phani a Dona Carlose mísí se zděšením Huascara, že ten, kdo se dovolával pomoci bohů, bude nakonec jejich vůlí zavalen kameny.

### 3. výstup:Perský Svátek květin
Osoby: Tacmas (kontratenor), Ali (baryton), Zaïre (soprán), Fatime (soprán)
Děj 3. dějství de odehrává v zahradě Aliho, přítele perského prince Tacmase, který ho přišel navštívit v přestrojení za obchodníka. Tentýž večer se chystá v jeho paláci Svátek květin. Z rozhovoru obou mužů vyplyne, že Tacmas je zamilovaný do Zaïre, otrokyně Aliho a Ali je zase zamilován do Fatimy, otrokyně prince Tacmase. Princ projeví přání, aby před slavností zašli s Alim na tržiště a zjistili jaké jsou city a úmysly jejich vyvolených. Podobný plán mají i obě otrokyně. Fatima se převlékne za polského otroka a spolu se Zaïre přicházejí na tržiště. Když to Tacmas spatří, v záchvatu žárlivosti se chce na neznámého muže vrhnout a probodnout ho. Nakonec je totožnost všech přítomných odhalena, oba muži si vzájemně vyměňují své otrokyně a všichni čtyři odcházejí společně na slavnost.

### 4. výstup:Divoši(připsáno v roce 1736)
Osoby: Adario (tenor), Damon (kontratenor), Don Alvar (bas), Zima (soprán)
4. dějství se odehrává v lese v Illinois, po prohrané bitvě Indiánů proti francouzsko-španělským vojskům vedeným Francouzem Damonem a Španělem Donem Alvarem. Vůdce indiánských válečníků Adario vítá návrat míru, který je mu nabídnut, ale zároveň se obává o přízeň Zimy, dcery indiánského náčelníka, kterou miluje. Francouz i Španěl se jí též dvoří a snaží se ji, každý svým způsobem, přesvědčit, aby svoji přízeň věnovala jim. Zima ale jejich nabídky odmítne a svěřuje se, že její srdce patří jen Adariovi. Výstup končí Tancem dýmky míru, který ohlašuje nastolení míru mezi Indiány a koloniálními armádami a zároveň zpečetění vztahu Adaria a Zimy.
Opera-balet končí závěrečnou ciacconou.

## Nahrávky (výběr)
- 1973 – sólisté, sbor a orchestr, dirigent: Jean-Claude Malgoire (ASIN: B006DQL43W – 3 Columbia LP desky)
- 1974 – Gerda Hartman (soprán), Jennifer Smith (soprán); Louis Devos, John Elwes (tenor); Philippe Huttenlocher (baryton), soubor Vocal à Coeur-Joie de Valence a Orchestre Jean-François Paillard, dirigent: Jean-François Paillard (ERATO 4509-95310-2)
- 1991 – Miriam Ruggeri (soprán), Bernard Delétré (bas), Howard Crook (tenor), Nicolas Rivenq (baryton), Noémi Rime (soprán), Sandrine Piau (soprán), Jean-Paul Fouchécourt (tenor), Jérôme Corréas (baryton), Isabelle Poulenard (soprán), Claron McFadden (soprán). Soubor Les Arts Florissants, dirigent: William Christie (Harmonia Mundi 901367, trvání: 3 hodiny, 13 minut)
- 2003 – Nathan Berg, Valérie Gabail, Nicolas Cavallier, Patricia Petibon, Paul Agnew, Jaël Azzaretti, Danielle de Niese, Anna Maria Panzarella, Nicolas Rivenq. Soubor Les Arts Florissants, dirigent: William Christie (BBC/Opus Arte Catalog No. 923 – 2 DVD)
- 2014 – Valérie Gabail, Stéphanie Révidat, Reinoud Van Mechelen, François-Nicolas Geslot, Aimery Lefèvre, Sydney Fierro, sbor a orchestr La Simphonie du Marais, dirigent: Hugo Reyne (Musiques à la Charbotterie – 3 CD)